# Varanus bengalensis
El varano de Bengala (Varanus benghalensis) es un reptil que pertenece a la familia Varanidae, que habita en Irán, Afghanistán, Pakistán, India, Nepal, Sri Lanka, Bangladés, Vietnam, Camboya, Birmania, Tailandia, Malasia, Sumatra, Java y las islas de la Sunda.

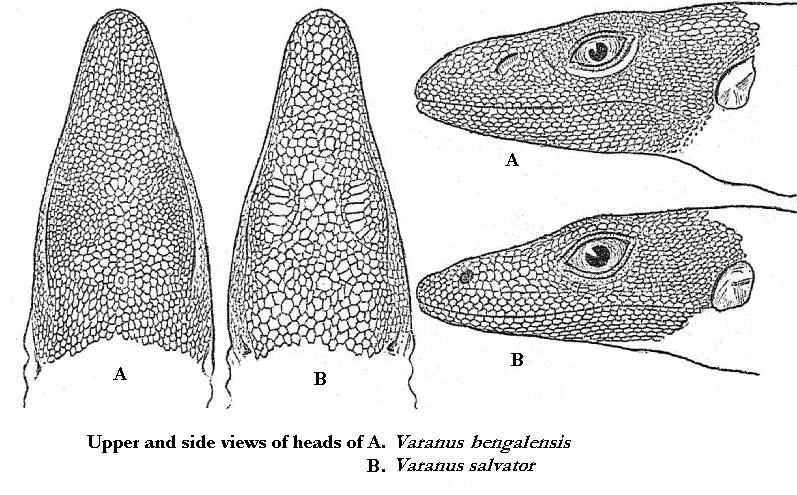
Cabezas de varanos asiáticos